# اولین فریث
اولین فریث (انگلیسی: Evelyn Freeth; ۲۵ مهٔ ۱۸۴۶ – ۱۶ سپتامبر ۱۹۱۱) بازیکن فوتبال اهل پادشاهی متحد بریتانیای کبیر و ایرلند بود.
وی همچنین برندهٔ جوایزی همچون شوالیه (عنوان) شده‌است.
از باشگاه‌هایی که در آن بازی کرده‌است می‌توان به باشگاه فوتبال واندررز اشاره کرد.